# María de la Luz Arreguín
María de la Luz Arreguín Sánchez (Ciudad de México, 30 de septiembre de 1950) es una botánica mexicana, egresada de la Escuela Nacional de Ciencias Biológicas del Instituto Politécnico Nacional. Desarrolla actividades académicas en el Laboratorio de Botánica Fanerogámica, Departamento de Botánica de la Escuela Nacional de Ciencias Biológicas, Instituto Politécnico Nacional

## Algunas publicaciones
- María de la luz Arreguín-Sánchez, Rafael Fernández-Nava, David Leonor Quiroz-García, salvador Acosta-Castellanos. 2009. Análisis de la distribución de las especies de helechos y afines del valle de México, notas ecológicas y florísticas. Polibotánica [revista en la Internet] [citado el 6 de septiembre de 2011] (28): 15-36 artículo en línea

- ------------------------------–----––––––––. 2009. "Pteridófitas extintas o raras del Valle de México". Polibotánica 27: 17–29

- Ixhel Farfán-Roldán, Cristina Gómez-Alanís, María de la Luz Arreguín-Sánchez. 2006. Un nuevo híbrido para México de Pleopeltis polylepis (Roem. ex Kunze) T.Moore var. polylepis × Polypodium guttatum Maxon. Polibotánica: 9-19

- D. Tejero–Díez, María de la Luz Arreguín–Sánchez. 2004. "Lista con anotaciones de los pteridófitos del estado de México", México. Acta Bot. Mex. 69: 1–82 artículo en línea (enlace roto disponible en Internet Archive; véase el historial, la primera versión y la última).

- Gabriela Gómez Serrano, María de la Luz Arreguín-Sánchez. 2004. Clave genérica ilustrada para la identificación de pteridóficas de la cuenca del río Balsas, México. Polibotánica 17: 45-69, en línea Archivado el 22 de octubre de 2016 en Wayback Machine. ISSN 1405-2768

- Rafael Fernández Nava, Concepción Rodríguez Jiménez, María de la Luz Arreguín-Sánchez, adela Rodríguez Jiménez. 1998. Listado florístico de la cuenca del río Balsas, México. Polibotánica 9: 1-151 artículo en línea Archivado el 17 de mayo de 2017 en Wayback Machine.

- María de la Luz Arreguín-Sánchez, Rafael Fernández–Nava, Concepción Rodríguez Jiménez, adela Rodríguez Jiménez. 1996. Pteridófitas en el Estado de Querétano, México, y su ubicación ecológica. Pteridofitas Qro. 3: 82-92, ISSN 1405-2768

- G. Ameneyro, Rafael Fernández-Nava, María de la Luz Arreguín-Sánchez. 1995. Claves para la identificación de géneros, especies y variedades de pteridófitas del Estado de Querétaro, México. Anales Esc. Nacional Ciencias Biológicas, Méx. 40: 11-82

- María de la Luz Arreguín-Sánchez. 1991. Claves para la separación de los taxa de pteridófitas del Valle de México por medio de sus esporas. Palynol. et Palaeobot. 3 (1): 5-54

- Rafael Aguirre–Claverán, maría de la luz Arreguín–Sánchez. 1988. "Claves de familias, géneros, especies y variedades de Pteridófitas del estado de Nuevo León México". Anales Esc. Nac. Cienc. Biol. Méx. 32: 9–61

- María de la Luz Arreguín-Sánchez. 1986. Nuevos registros y taxa interesantes de pteridófitas del Valle de México (Isoetaceae, Psilotaceae y Selaginellaceae). Phytologia 59 (7): 451-453

- ------------------------------–-----––––––––. 1985a. Morfología de las esporas de la subfamilia Dryopteridoideae del Valle de México. Anales Esc. Nac. Cienc. Biól. México 32: 9-61

- ------------------------------–-----––––––––. 1985b. Morfología de las esporas de la subfamilia Asplenioideae del Valle de México. Estudios Palinológicos y Paleobotánicos, Serie Científica del Instituto Nacional de Antropología e Historia 147: 7-22

- ------------------------------–-----––––––––. 1983. Morfología de las esporas de helechos cheilanthoides del Valle de México. Anales Esc. Nac. Cienc. Biól. México 27: 9-28

### Libros
- María de la Luz Arreguín-Sánchez, rafael Fernández–Nava, d.l. Quiroz–García. 2004. Pteridoflora del Valle de México. Instituto Politécnico Nacional, Secretaría de Educación Pública. 387 p.

- --------------------------------------------------, -------------------------------------, rodolfo Palacios–Chávez, d.l. Quiroz–García. 2001. Pteridoflora ilustrada del Estado de Querétaro. Instituto Politécnico Nacional, Secretaría de Educación Pública. 470 p.

- Aurora Montúfar, maría de la luz Arreguín-Sánchez. 1985. Estudios palinológicos y paleoetnobotánicos. Volumen 147 de Colección científica. Editor Instituto Nacional de Antropología e Historia, 133 p.

- María de la Luz Arreguín-Sánchez. 1997. Introducción a la Flora del Estado de Querétaro. 361 p. ISBN 968-7377-40-2

- ---------------------------------------------------. 1979. Flora fanerogámica del Valle de México. México, editorial Continental, 1 v. 1.429

## Honores
- Editora en el Directorio de Biobotánica, en diseño y formación electrónica.[3]
- La abreviatura «Arreguín» se emplea para indicar a María de la Luz Arreguín como autoridad en la descripción y clasificación científica de los vegetales.[4]